# 豊川市中央図書館
豊川市中央図書館（とよかわしちゅうおうとしょかん）は、愛知県豊川市諏訪1丁目63番地にある公共図書館。5館からなる豊川市図書館の中央館である。
東三河地方の文化・行事・自然環境・遺跡などに関する映像資料を提供する豊川市地域情報ライブラリー（2階事務室内）、オーロラを体験できるプラネタリウム「ジオスペース館」（2階）が併設されている。

## 歴史

### 豊川市立図書館（1972年 - 1999年）
1965年（昭和40年）頃から市民の読書熱や学習意欲が高まり、図書館の建設が要望された。1971年（昭和46年）3月には山本芳雄市長が『広報とよかわ』で図書館の建設を表明し、1971年度当初予算には建設費が計上された。1971年10月には市街地中心部の市田町諏訪林181番地（のちの諏訪3丁目135）において建設工事に着工し、1972年（昭和47年）3月に竣工、6月1日に豊川市立図書館が開館した。総工費は9412万円。
鉄筋コンクリート造2階建（一部3階建）であり、延床面積は1,373.600m2だった。1階にはホール・事務室・児童室などがあり、2階には閲覧室・視聴覚室・12,000冊収容の書庫などがあった。3階は直径8mで90人収容のプラネタリウムとなっており、天体や星座の観測が可能だった。建物には視聴覚ライブラリーが併設され、映写機やフィルムなど機材や教材の貸出、指導者や技術者の養成を行った。1978年時点では主に児童向けに、週3回のプラネタリウム投影を行っていた。1978年時点の開館時間は一般室が「10時-17時」、児童室が「平日は13時-17時、休日は10時-17時」だった。
開館時の豊川市立図書館の貸出冊数は2冊までであり、貸出期間は8日間（1週間）だった。開館時には二宮尊徳に関する文献資料を集めた報徳文庫が設置されている。同一敷地内の図書館北側には、御油町美世賜（御油宿）で営業していた旅籠「小島屋」が移築復元され、その建築や調度品などが公開された。1974年（昭和49年）4月には公民館と市民館への配本を開始している。1975年（昭和50年）4月には週の定期休館日を金曜日から月曜日に変更した。同年10月には鳴沢文庫を設置した。
開館当時の蔵書数は約12,000冊だったが、1976年（昭和51年）には約39,000冊、1979年（昭和54年）には約70,000冊となった。このため、1980年（昭和55年）7月から1981年（昭和56年）3月には床面積約1,000m2分の増築工事を行い、4月にリニューアル開館した。この際には紙芝居の貸出を開始している。1983年（昭和58年）1月には貸出冊数を2冊から4冊に増やし、貸出期間を8日間から15日間（2週間）に増やした。1990年（平成2年）4月には閉館時間を17時から18時に遅らせ、一般室は金曜日のみ19時閉館とした。1991年（平成3年）4月には祝日も開館することとし、蒲郡市と宝飯郡4町（音羽町、御津町、小坂井町、一宮町）への広域貸出を開始した。
1993年（平成5年）10月には豊川市制50周年記念事業として「本に親しむみんなのつどい」を開催し、小説家の渡辺淳一が講師を務めたイベントには801人の参加者があった。1994年（平成6年）7月には貸出冊数を4冊から5冊に増やした。1997年（平成9年）8月には豊川市立保育園におやこ文庫を設置し、図書の配送を開始した。1998年（平成10年）5月には保育園や小学校などを対象に団体貸出を開始した。

### 新館建設に向けた動き

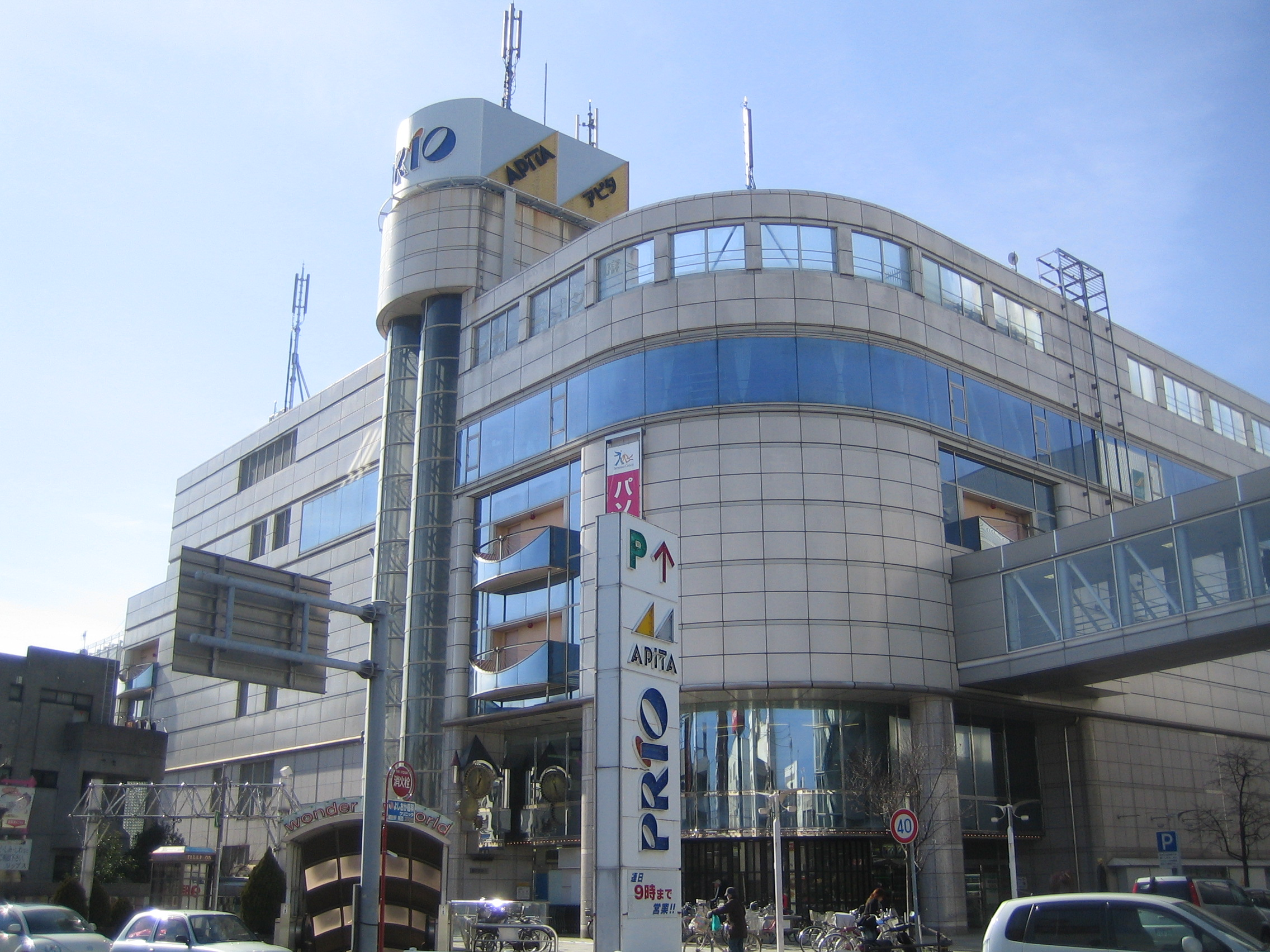
取り壊された豊川市立図書館の隣接地に開業したプリオ

蔵書数は1986年に約94,000冊、1995年に約130,000冊と増え続け、1997年度の貸出数は約41万冊となったが、蔵書検索にはカードを、図書の貸出には貸出券を使用しており、蔵書数や利用者数の増加に対して施設の能力は限界に達していた。このため豊川市は新図書館の建設を計画。1993年（平成5年）には日本図書館協会に委託した豊川市図書館基本計画が完成し、9月には豊川市教育委員会内に新図書館建設検討会が、1994年（平成6年）1月には豊川市役所内に新図書館建設検討会が設置された。1995年（平成7年）5月には新図書館建設懇談会が設置され、基本計画を策定。
建築設計競技によって久米設計名古屋支社を設計者に選定し、1996年（平成8年）5月には新図書館の基本設計を委託、9月には実施設計を委託した。1997年（平成9年）7月には諏訪1丁目で新図書館の建設に着工し、1999年（平成11年）3月に竣工した。1999年3月には新図書館への移転準備のために豊川市立図書館が長期休館に入った。旧館は新館開館後の1999年12月から2000年（平成12年）3月にかけて取り壊され、跡地は豊川市営諏訪公共第二駐車場となっている。旅籠「小島屋」の復元家屋も取り壊されており、調度品の一部は豊川地域文化広場に移管された。

### 豊川市中央図書館（1999年 - ）

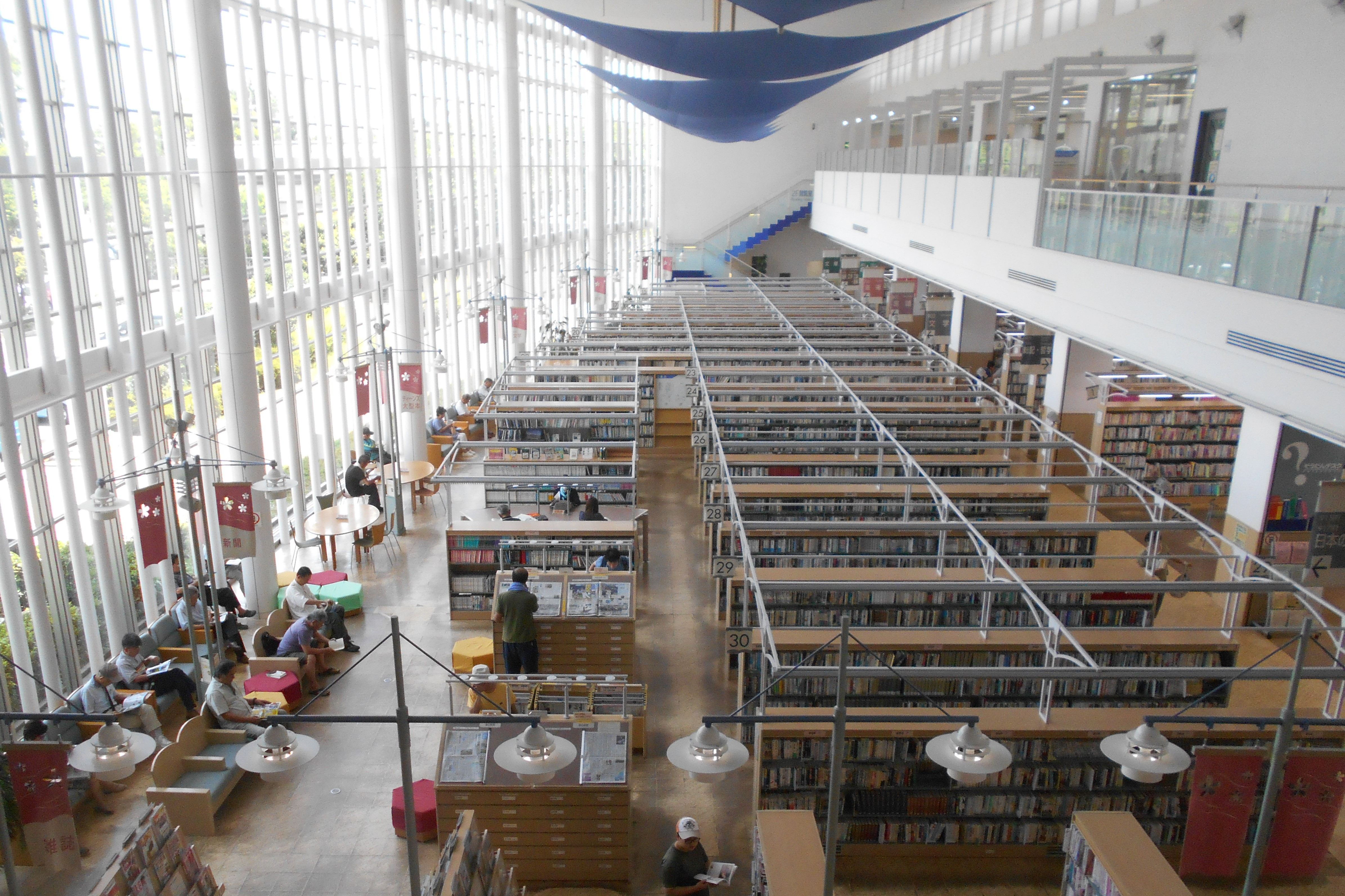
2層分の吹き抜けを持つ一般開架室

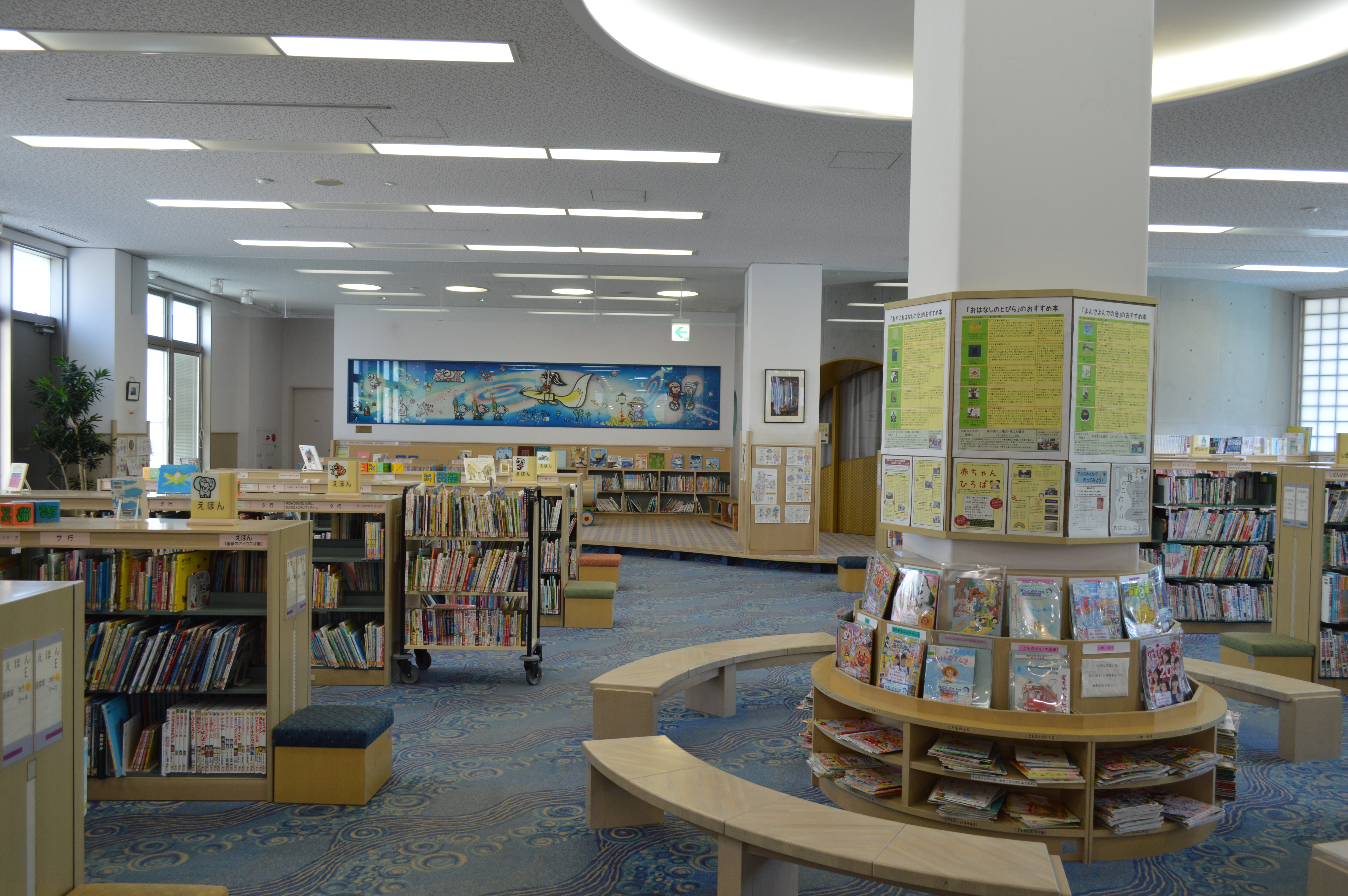
児童開架室

1999年7月16日に豊川市中央図書館が開館した。建設費は39億4700万円。同時に公式ウェブサイトを開設している。旧館時代に10時だった開館時間は9時30分に早められ、夏季（6月から9月）の平日は閉館時間が19時まで延ばされた。移転を機に館外貸出の対象者は東三河地方全域の住民に広げられた。
同年8月15日までの1か月間に、1日平均3178人となる8万2621人が来館し、開館前の見込みを1日1000人も上回った。旧館の利用登録者数は1万2600人だったのに対して、新館開館1か月後時点の利用登録者数は2万人となった。2000年（平成12年）7月15日までの1年間に、1日平均1931人となる52万9169人が来館し、開館前の見込みを上回った。この1年間には蔵書数約18万冊に対して、1日平均2800冊となる76万5000冊が貸出された。
2000年（平成12年）6月には日本照明学会優秀照明施設支部長奨励賞を受賞し、同年12月には第15回日本建築学会東海賞を受賞した。同年10月には貸出冊数100万冊を達成し、2001年（平成13年）6月には入館者数100万人を達成した。1999年度には38万8000人、2000年度には49万5000人の入館者があった。2001年4月には土日を通年開館とし、額田郡在住者も館外貸出可能とした。
2008年（平成20年）1月には豊川市が宝飯郡音羽町と御津町を編入合併し、音羽町立図書館は豊川市立音羽図書館に、御津町立図書館は豊川市御津図書館に改称。それぞれ豊川市中央図書館の分館扱いである。豊川市は宝飯郡小坂井町と一宮町も編入合併しており、この2町にあった図書室はそれぞれ豊川市小坂井図書室、豊川市一宮図書室に改称している。
2009年（平成21年）7月には開館10周年を迎えた。2010年（平成22年）4月には窓口業務の民間委託範囲を拡大し、同年11月には貸出冊数を5冊から10冊に増やした。2011年（平成23年）3月には管内全体で利用できる公衆無線LANサービスを開始した。2016年（平成28年）2月2日には電子書籍の貸出を開始した。愛知県では大府市のおおぶ文化交流の杜図書館に次いで2例目である。

## 立地
| 豊川市中央図書館の利用案内 | 豊川市中央図書館の利用案内                                                                          |
| 豊川公園とその周辺の地図   | 豊川公園とその周辺の地図                                                                            |
| -------------------------- | --------------------------------------------------------------------------------------------------- |
| 開館時間                   | 9時30分-18時（金曜日は9時-19時）（6月-9月の平日は9時-19時）                                         |
| 休館日                     | 毎週月曜日、祝日の翌日、毎月第3水曜日、年末年始、特別整理期間                                       |
| 貸出点数                   | 図書は10冊まで・視聴覚資料は2点まで                                                                 |
| 貸出期間                   | 15日以内                                                                                            |
| 貸出可能者                 | 東三河地方（豊川市・豊橋市・新城市・田原市・北設楽郡）・ 岡崎市・額田郡（幸田町）在住・在勤・在学者 |
| アクセス                   | 名鉄豊川線諏訪町駅より徒歩10分                                                                      |
| アクセス                   | 豊鉄バス豊川線・新豊線「豊川市役所前」停留所より徒歩3分                                             |

豊川市中央図書館は豊川市役所に近く、市民の憩いの場である豊川公園に隣接している。図書館と豊川公園を隔てる道路には1kmの間に280本の桜が植えられており、町名を冠して「諏訪の桜トンネル」と呼ばれている。図書館の一般開架室は2層分の吹き抜けになっており、桜並木からは読書空聞が開放的に見通せるほか、一般開架室からも桜並木を見渡すことができる。

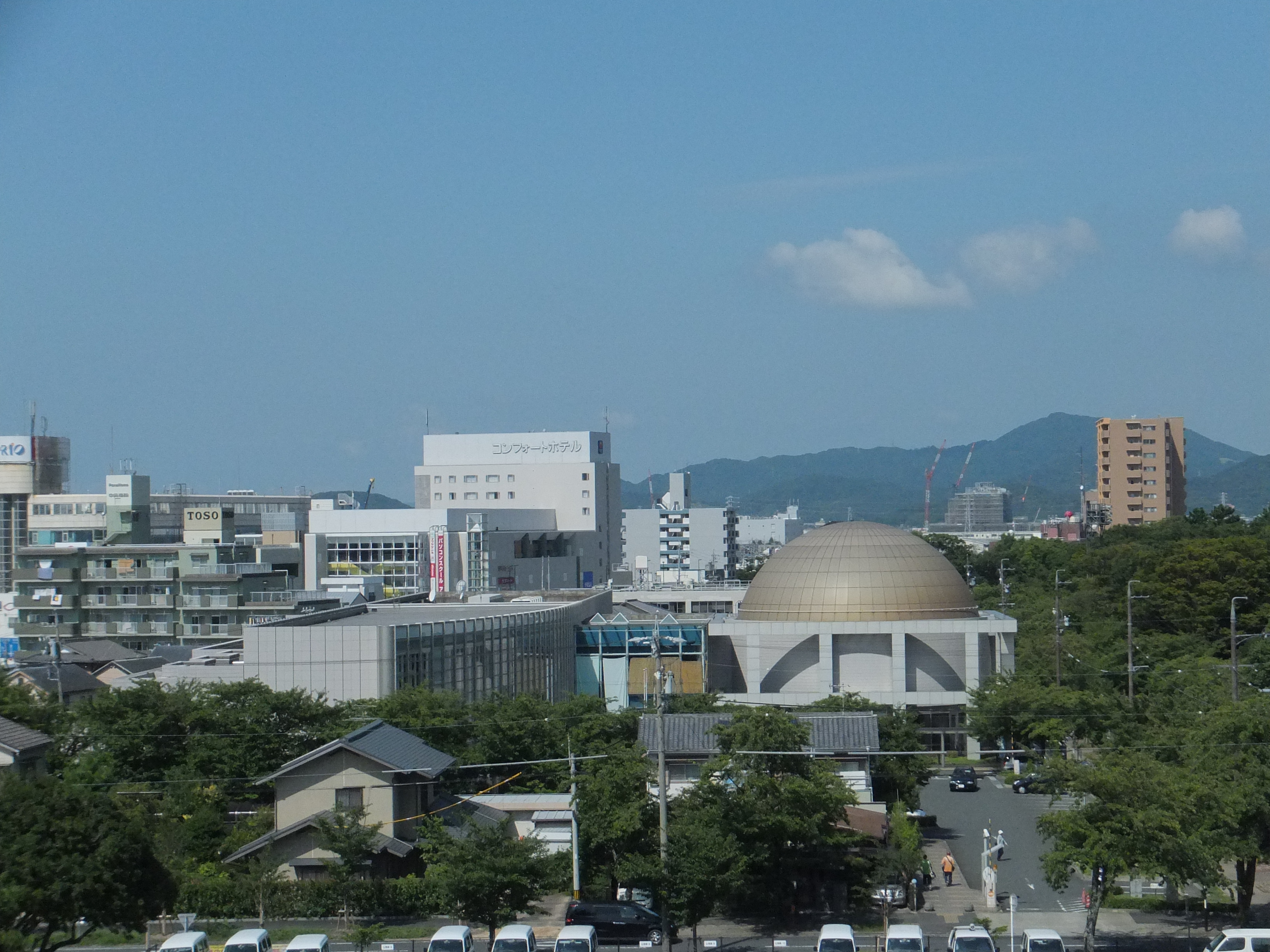
豊川市役所から見た図書館
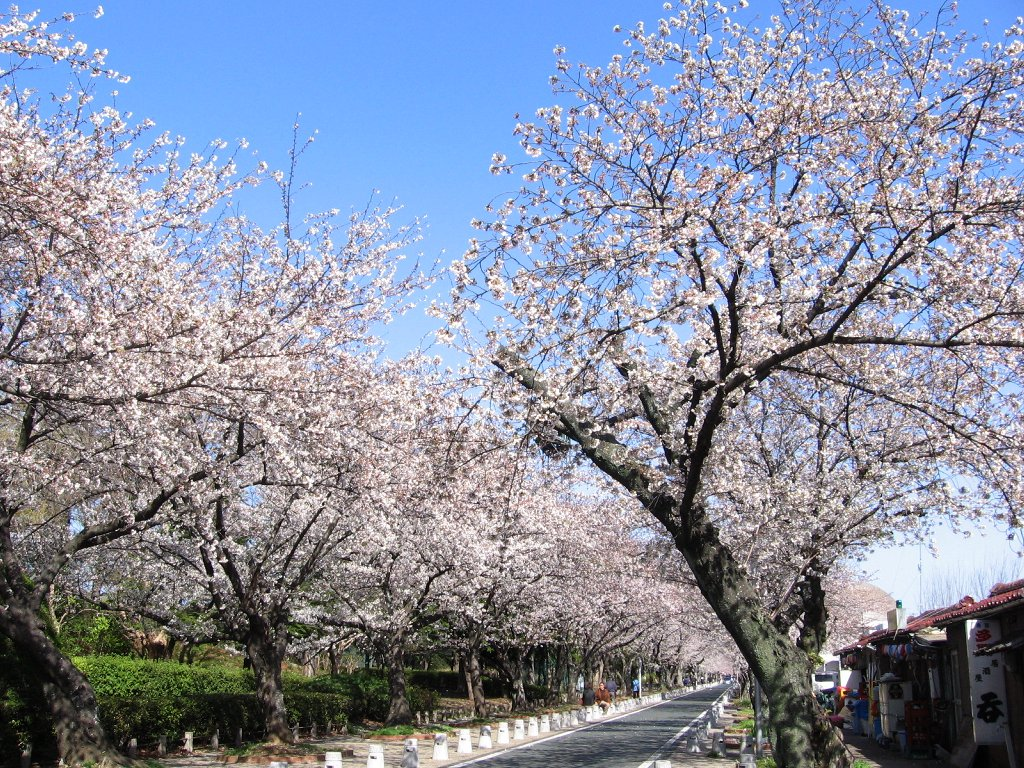
「諏訪の桜トンネル」
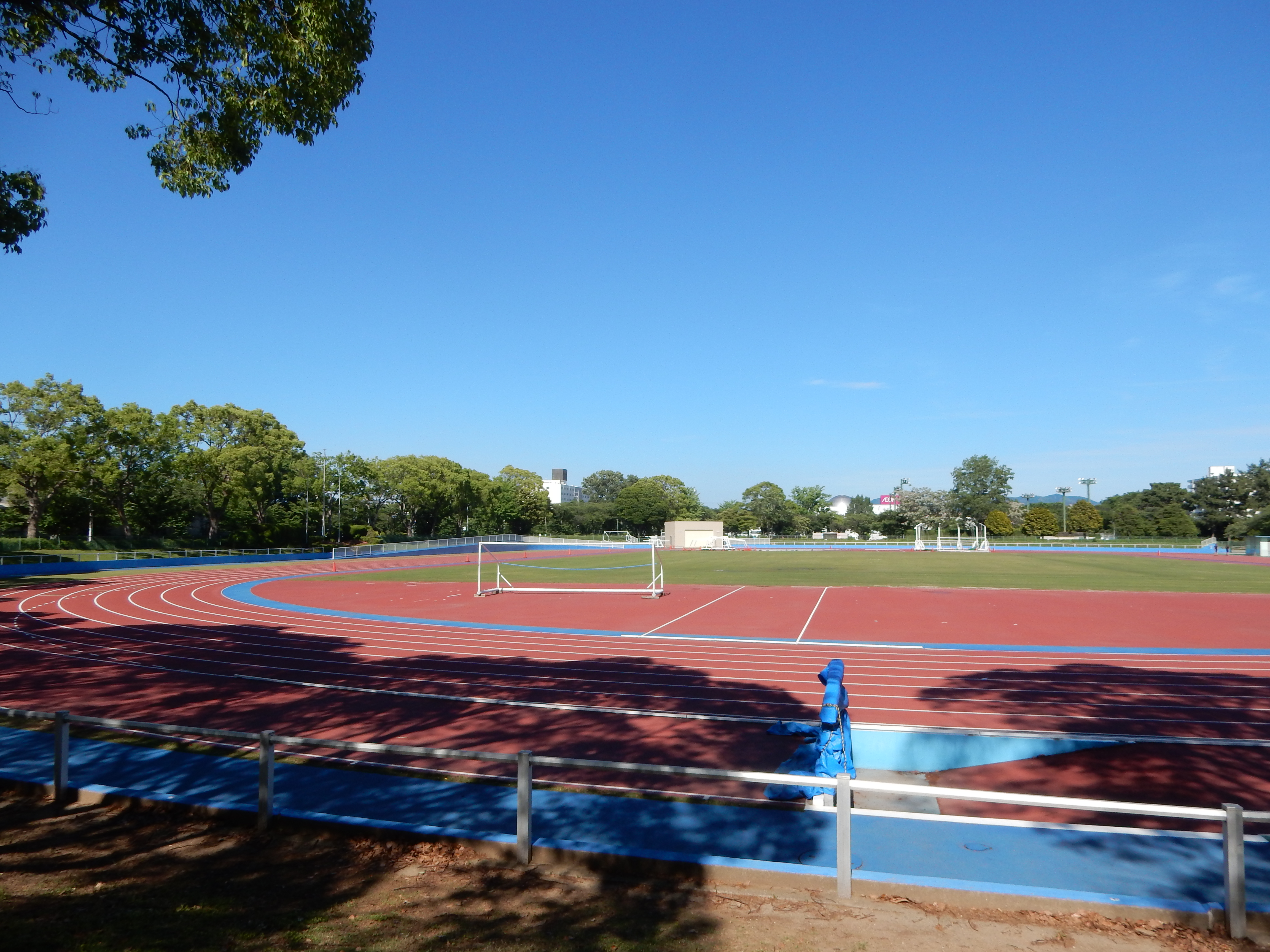
隣接地にある豊川公園

## 施設
| 豊川市中央図書館の施設案内 | 豊川市中央図書館の施設案内 |
| -------------------------- | --- |
| 1階                        | 児童開架室、一般開架室、新聞・雑誌、地域資料、点字・録音図書・大活字本、 ティーンズコーナー、視聴覚資料コーナー、グループ研究室、社会人読書室 |
| 2階                        | 会議室（26席）、事務室、閲覧室（110席）、集会室（48席）、読書会ボランティア室                                                                 |

ガラス張りの一般開架室や、球形のプラネタリウムドームが外観の特徴である。図書館棟の正面には総合サービスカウンターがあり、左手に一般開架室が、右手に児童開架室が配置されている。建物は2階建ではあるものの、書架はすべて1階に配置されたワンフロア型の図書館であり、障害を持つ人に配慮されている。新館の延床面積は旧館の約2倍となり、開館時点で閲覧席は110席あった。和室「読書の間」、レファレンスカウンター「そうだんデスク」などが設けられている。
蔵書能力は開架が15万冊、閉架書庫が30万冊である。貸出や返却は1999年の開館時からコンピュータで行われている。

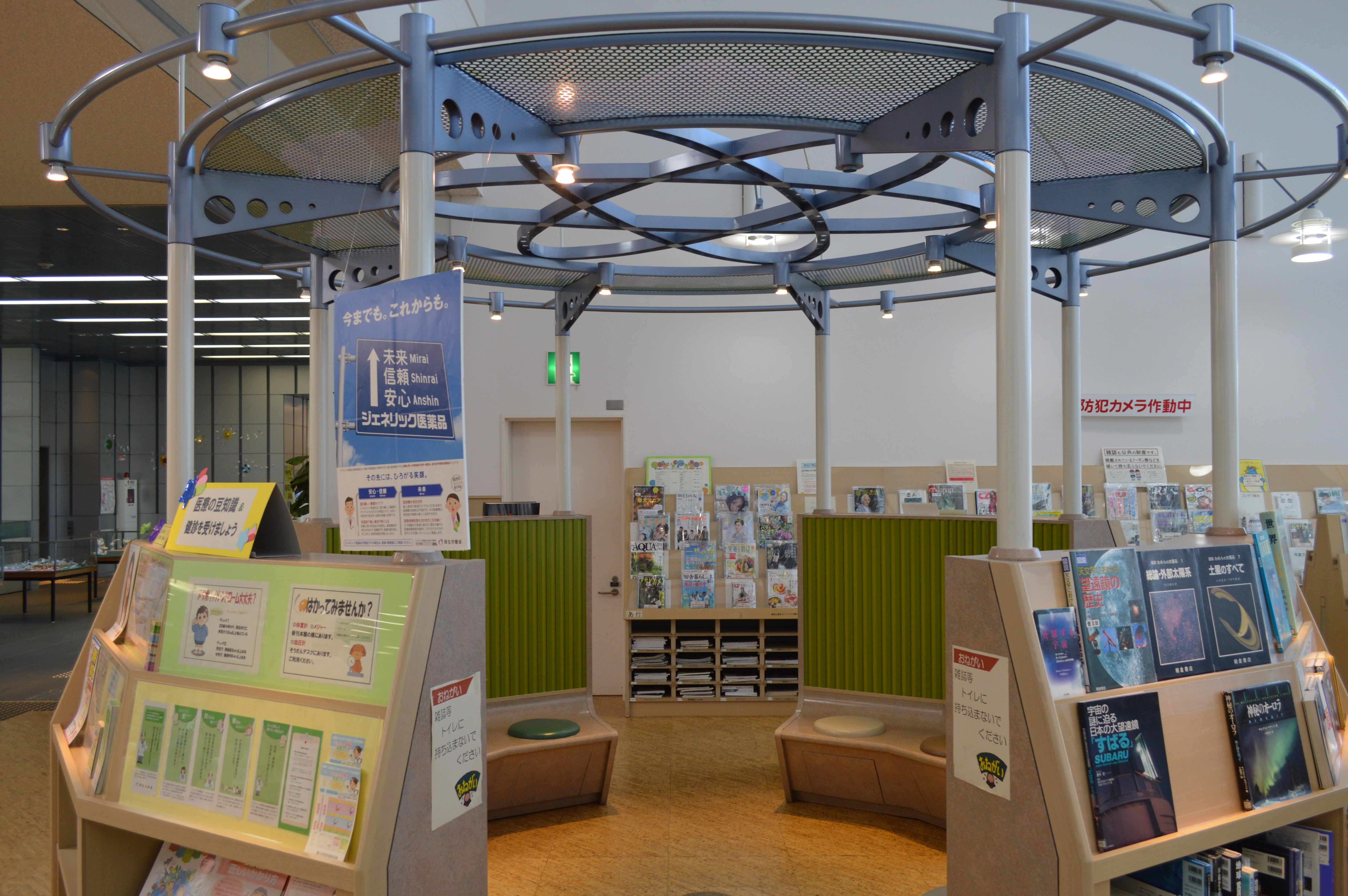
常設展示コーナー
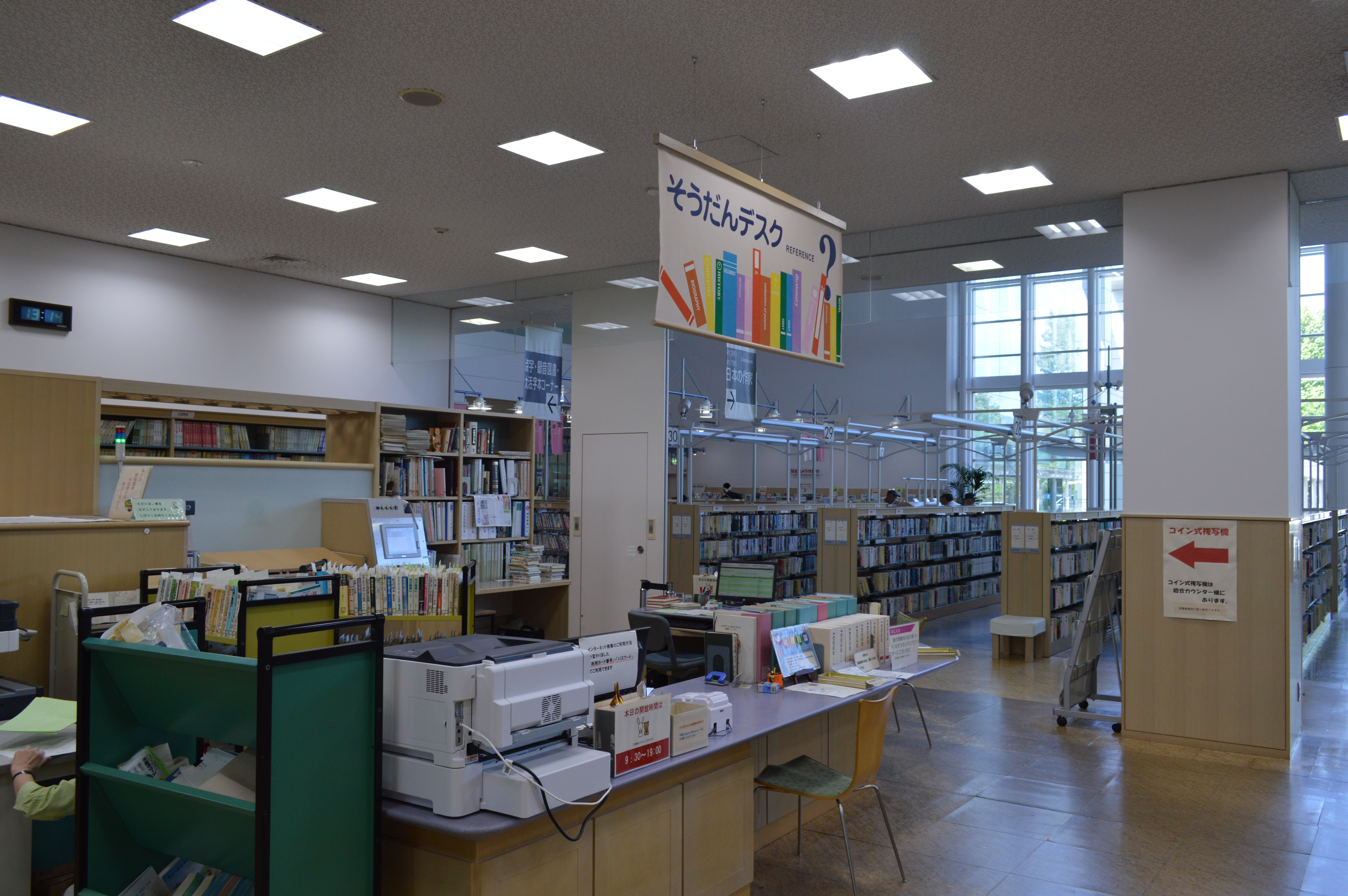
レファレンスカウンター
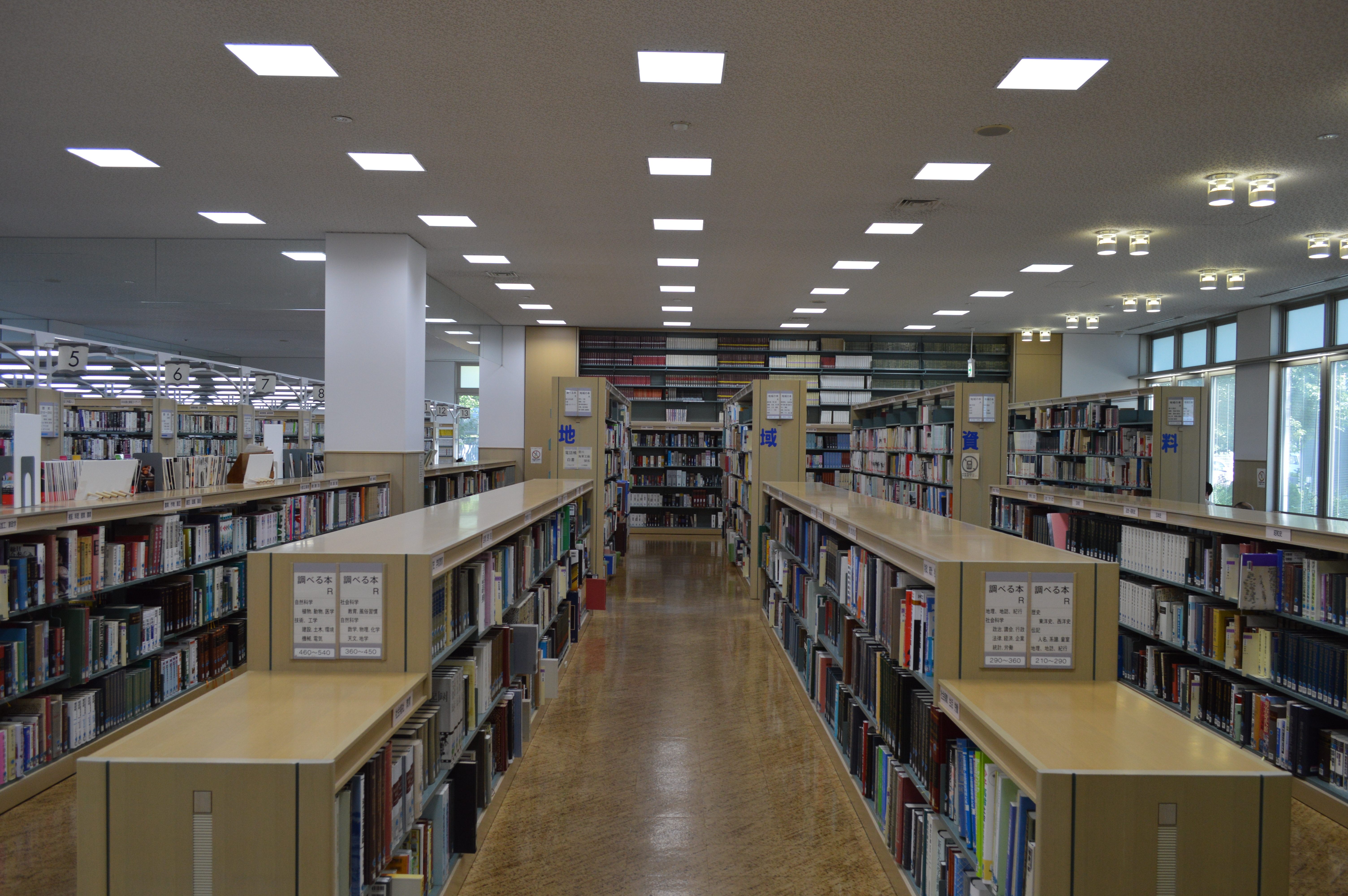
参考図書・地域資料
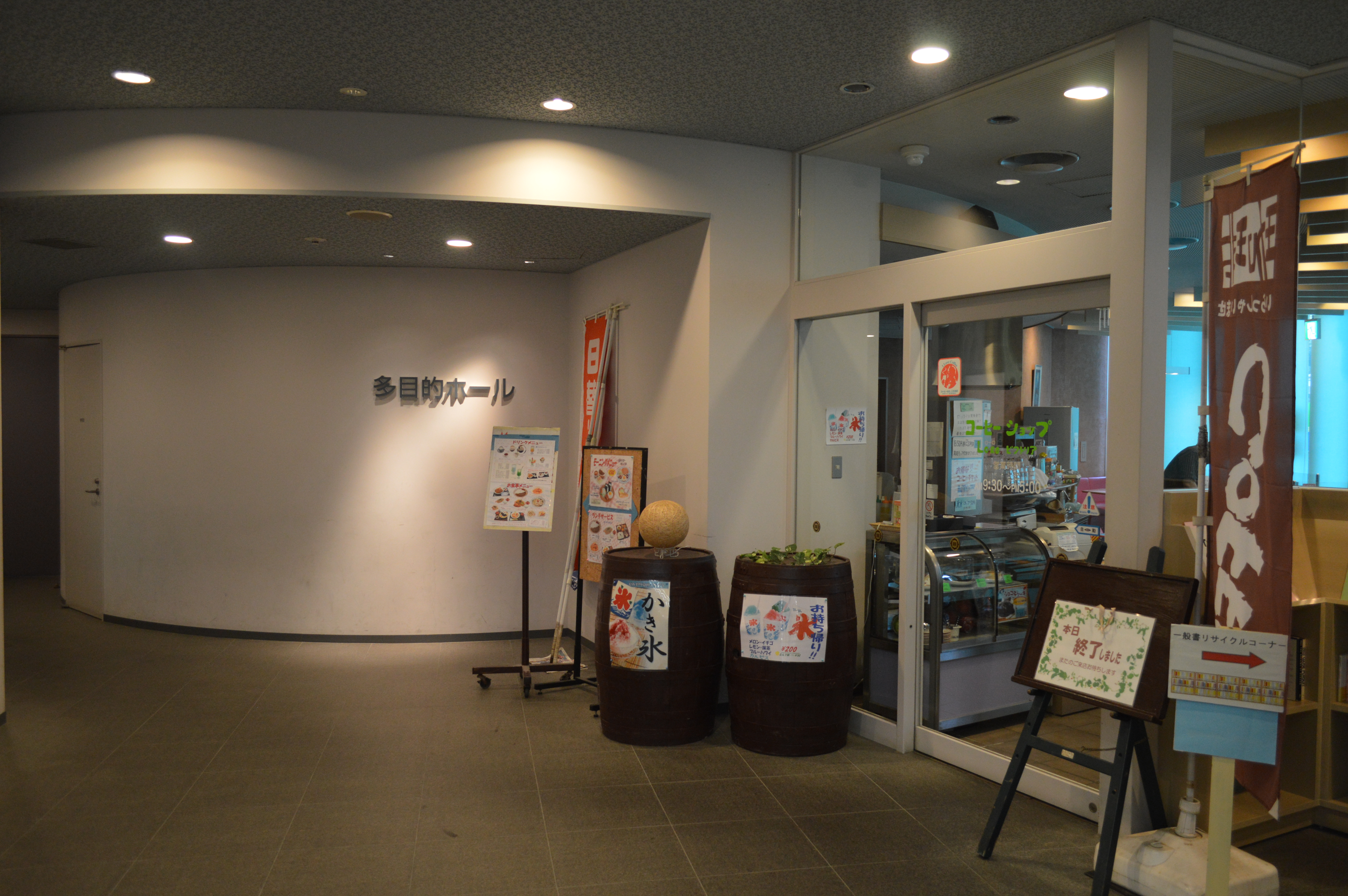
多目的ホール（奥）とティーラウンジ（右）
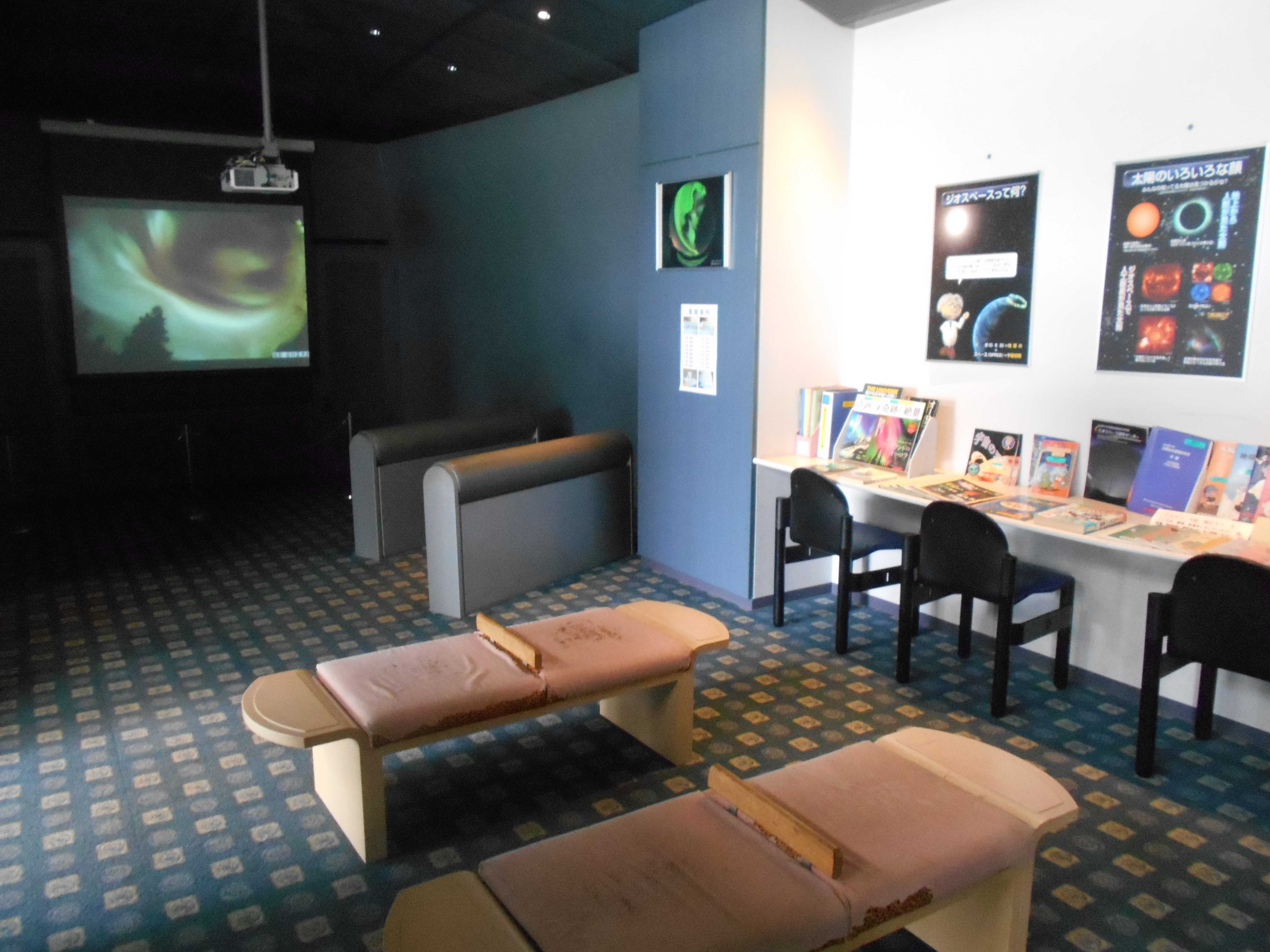
「ジオスペース館」

### 地域情報ライブラリー
| 地域情報ライブラリーで制作された YouTubeで視聴できる映像資料の例 | 地域情報ライブラリーで制作された YouTubeで視聴できる映像資料の例 | 地域情報ライブラリーで制作された YouTubeで視聴できる映像資料の例 |
| 制作年度                                                         | タイトル                                                         | URL                                                              |
| ---------------------------------------------------------------- | ---------------------------------------------------------------- | ---------------------------------------------------------------- |
| 2010年度                                                         | 豊川市国指定重要文化財                                           |                                                                  |
| 2012年度                                                         | 豊川市中央図書館の春・桜                                         |                                                                  |
| 2012年度                                                         | 歴史の道 姫街道                                                  |                                                                  |
| 2012年度                                                         | 豊川市指定天然記念物 冨士神社のコバノミツバツツジ                |                                                                  |
| 2013年度                                                         | 豊川市と飯田線物語                                               |                                                                  |
| 2014年度                                                         | とよかわしの歳時記                                               |                                                                  |
| 2014年度                                                         | 正月豊川寺社めぐり・8か所                                        |                                                                  |
| 2014年度                                                         | 豊川の歌舞伎～歌舞伎を愛する人々～                               |                                                                  |
| 2015年度                                                         | 豊川市内12か所の桜の名所「散策さくら12」                         |                                                                  |
| 2015年度                                                         | 豊川稲荷秋季大祭                                                 |                                                                  |

豊川市中央図書館2階の事務室内にある地域情報ライブラリーでは、この地域に関する映像情報を制作・貸出しており、一部は動画投稿サイトYouTubeでも視聴することができる。映像の制作・貸出以外では、視聴覚機材や教材の学校や社会教育団体への貸出も行っている。また、「ジオスペース館」多目的ホールなどで映画上映会「市民名画劇場」を行っている。

### ジオスペース館
豊川市中央図書館にはオーロラを体験できるプラネタリウム「ジオスペース館」が併設されている。「ジオスペース」とは地球から太陽までの広大な空間の意味である。「ジオスペース館」のプラネタリウムドームは15.2メートルの半球形で、137席の座席を有する。2002年時点でプラネタリウムが併設された図書館は、豊川市中央図書館を含めて全国で2か所だけである。豊川市は精密機器メーカーであるミノルタ（現・コニカミノルタ）が産声を上げた町であり、名古屋大学太陽地球環境研究所分室がある町でもある。プラネタリウムの操作はミノルタの元技師などが担当している。